# Les Gorges de la Vingeanne
Les Gorges de la Vingeanne este o arie protejată (sit de importanță comunitară — SCI) din Franța întinsă pe o suprafață de 71 ha, integral pe uscat.

## Localizare
Centrul sitului Les Gorges de la Vingeanne este situat la coordonatele 47°45′41″N 5°11′57″E / 47.76139°N 5.19917°E.

## Înființare
Situl Les Gorges de la Vingeanne a fost declarat arie specială de conservare în baza directivei 92/43 din 1992 referitoare la conservarea habitatelor naturale și a faunei și florei sălbatice pentru a proteja 5 specii de animale.

## Biodiversitate
Situată în ecoregiunea continentală, aria protejată conține 12 habitate naturale: Fânețe de joasă altitudine (Alopecurus pratensis, Sanguisorba officinalis), Păduri de stejar sau de stejar și carpen sub-atlantice și medio-europene de Carpinion betuli, Păduri aluvionare cu Alnus glutinosa și Fraxinus excelsior (Alno-Padion, Alnion incanae, Salicion albae), Cursuri de apă de la nivel de câmpie la nivel montan, cu vegetație Ranunculion fluitantis și Callitricho-Batrachion, Păduri de fag din Europa Centrală dezvoltate pe sol calcaros cu Cephalanthero-Fagion, Pante stâncoase calcaroase cu vegetație casmofită, Păduri de fag Asperulo-Fagetum, Păduri pe pante, grohotișuri și ravene de Tilio-Acerion, Izvoare petrifiante cu formare de travertin (Cratoneurion), Peșteri inaccesibile publicului, Pajiști uscate seminaturale și facies de acoperire cu tufișuri pe substraturi calcaroase (Festuco-Brometalia) (* situri importante pentru orhidee), Liziere de ierburi înalte hidrofile de câmpie și de nivel montan până la alpin.
La baza desemnării sitului se află mai multe specii protejate:
- mamifere (2): liliac cârn (Barbastella barbastellus), liliac comun (Myotis myotis)
- nevertebrate (2): Austropotamobius pallipes, fluturele auriu (Euphydryas aurinia)
- pești (1): zglăvoacă (Cottus gobio)

Pe lângă speciile protejate, pe teritoriul sitului au mai fost identificate 8 specii de plante, 18 specii de păsări, 2 specii de amfibieni, 7 specii de mamifere, 7 specii de nevertebrate, 1 specie de pești, 1 specie de reptile.